# Walter Lini
Walter Hadye Lini (ur. 1942, zm. 21 lutego 1999) – vanuacki polityk i duchowny anglikański, premier Vanuatu od uzyskania przez ten kraj niepodległości (30 lipca 1980) aż do 6 września 1991 roku, założyciel Partii Pracy, teoretyk socjalizmu melanezyjskiego.
Edukację pobierał w szkołach anglikańskich na Wyspach Salomona i w Nowej Zelandii. Do domu wrócił w 1971 roku. Z Donaldem Kalpokasem założył Narodową Partię Nowych Hebrydów (obecnie Vanua’aku Pati), zrzeszającą działaczy anglojęzycznych. Jego formacja w wyborach w listopadzie 1979 roku otrzymała 62% głosów. Jako premier elekt zerwał dotychczasową współpracę z politykami profrancuskimi i zwrócił się o pomoc do Wielkiej Brytanii. 30 lipca 1980 roku Vanuatu stała się niepodległym państwem, a Lini został desygnowany na premiera. Niepodległości nie uznało kilka wysp, które powołały krótkotrwałe państwo Vemerana. Lini podpisał pakt obronny z Papuą-Nową Gwineą i wraz z siłami tego kraju pokonał separatystów w trakcie tzw. wojny kokosowej.
W polityce zagranicznej sprzeciwiał się francuskim testom nuklearnym a Pacyfiku, popierał grupy nacjonalistyczne w Nowej Kaledonii, wykonywał przyjazne gesty względem Libii, Kuby i Wietnamu oraz dążył do zmniejszenia obecności marynarki amerykańskiej w regionie. Z urzędu zrezygnował w 1991 roku po rozłamie w macierzystej partii. Po rozłamie stanął na czele nowo powstałej Zjednoczonej Partii Narodowej, funkcję tę pełnił aż do śmierci w 1999 roku. Po jego śmierci władzę w partii przejął młodszy brat, Ham Lini.